# Wisconsin Dells (plaats)
Wisconsin Dells is een plaats (city) in de Amerikaanse staat Wisconsin, en valt bestuurlijk gezien onder Adams County en Columbia County en Sauk County.

## Demografie
Bij de volkstelling in 2000 werd het aantal inwoners vastgesteld op 2418. In 2006 is het aantal inwoners door het United States Census Bureau geschat op 2535, een stijging van 117 (4,8%).

## Geografie
Volgens het United States Census Bureau beslaat de plaats een oppervlakte van 11,3 km², waarvan 10,7 km² land en 0,6 km² water.

## Plaatsen in de nabije omgeving
De onderstaande figuur toont nabijgelegen plaatsen in een straal van 20 km rond Wisconsin Dells.